# Toona sinensis
Der Chinesische Surenbaum (Toona sinensis), auch Chinesischer Gemüsebaum genannt, ist eine Pflanzenart aus der Gattung Toona innerhalb der Familie der Mahagonigewächse (Meliaceae). Sie ist in Asien weitverbreitet und wird beispielsweise als Gemüse, Holzart und Zierpflanze verwendet.

## Beschreibung

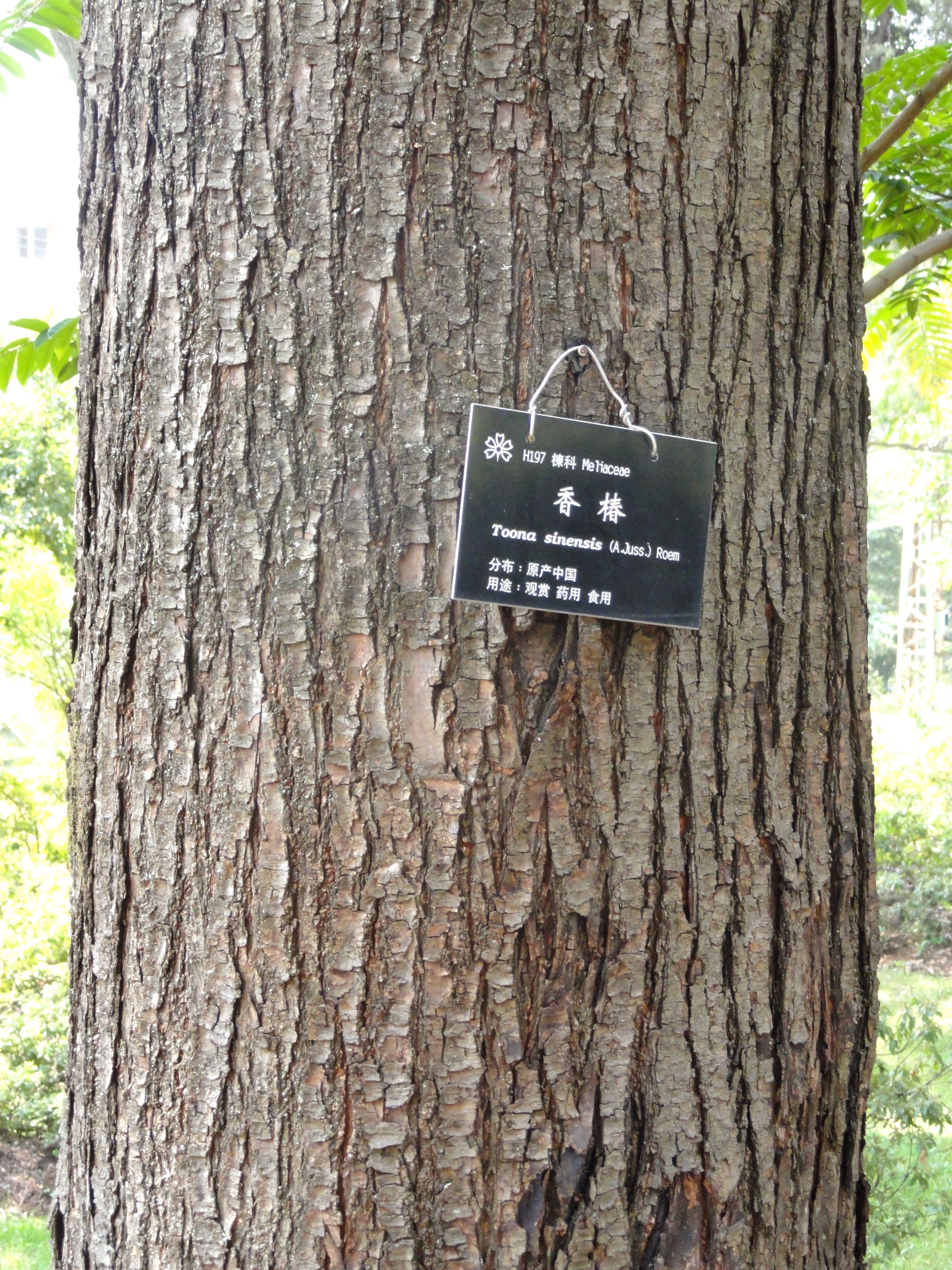
Stamm und Borke

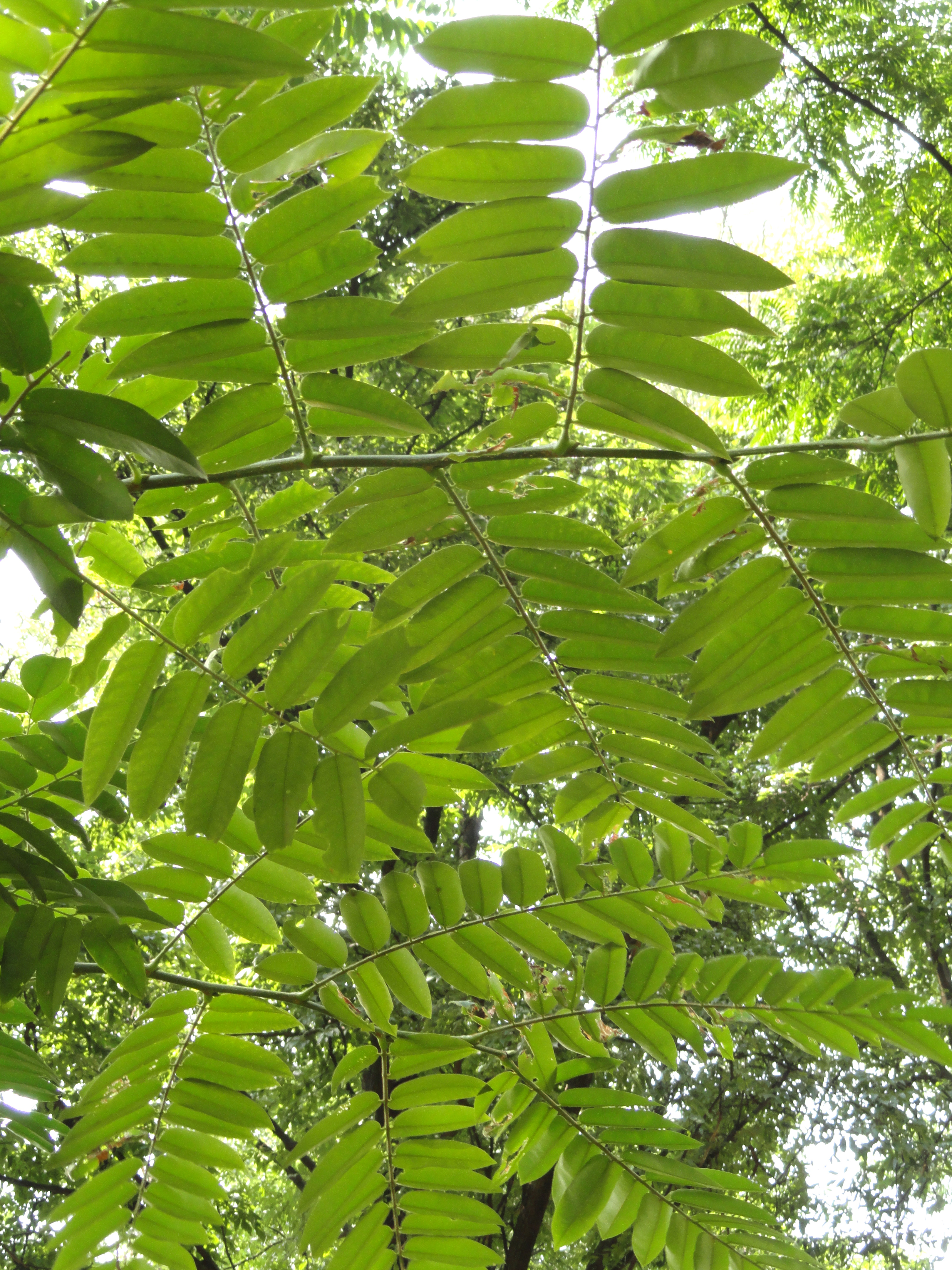
Zweige mit wechselständigen, paarig gefiederten Laubblättern

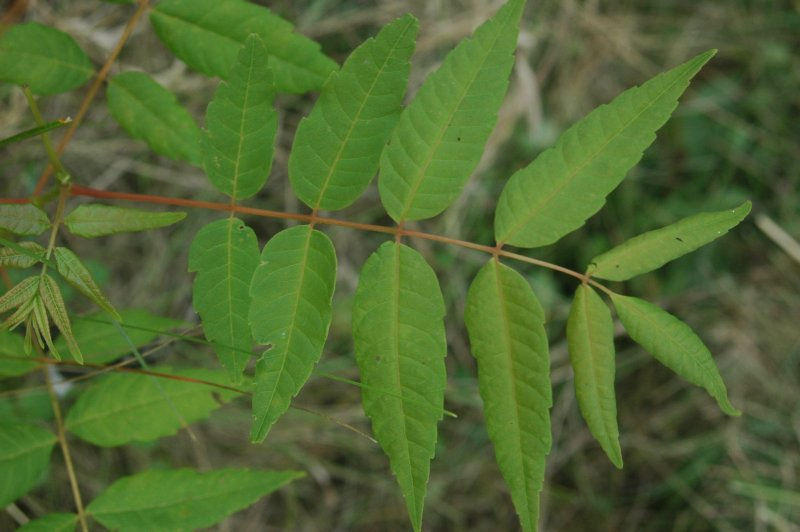
Als Ausnahme ein unpaarig gefiedertes Laubblatt

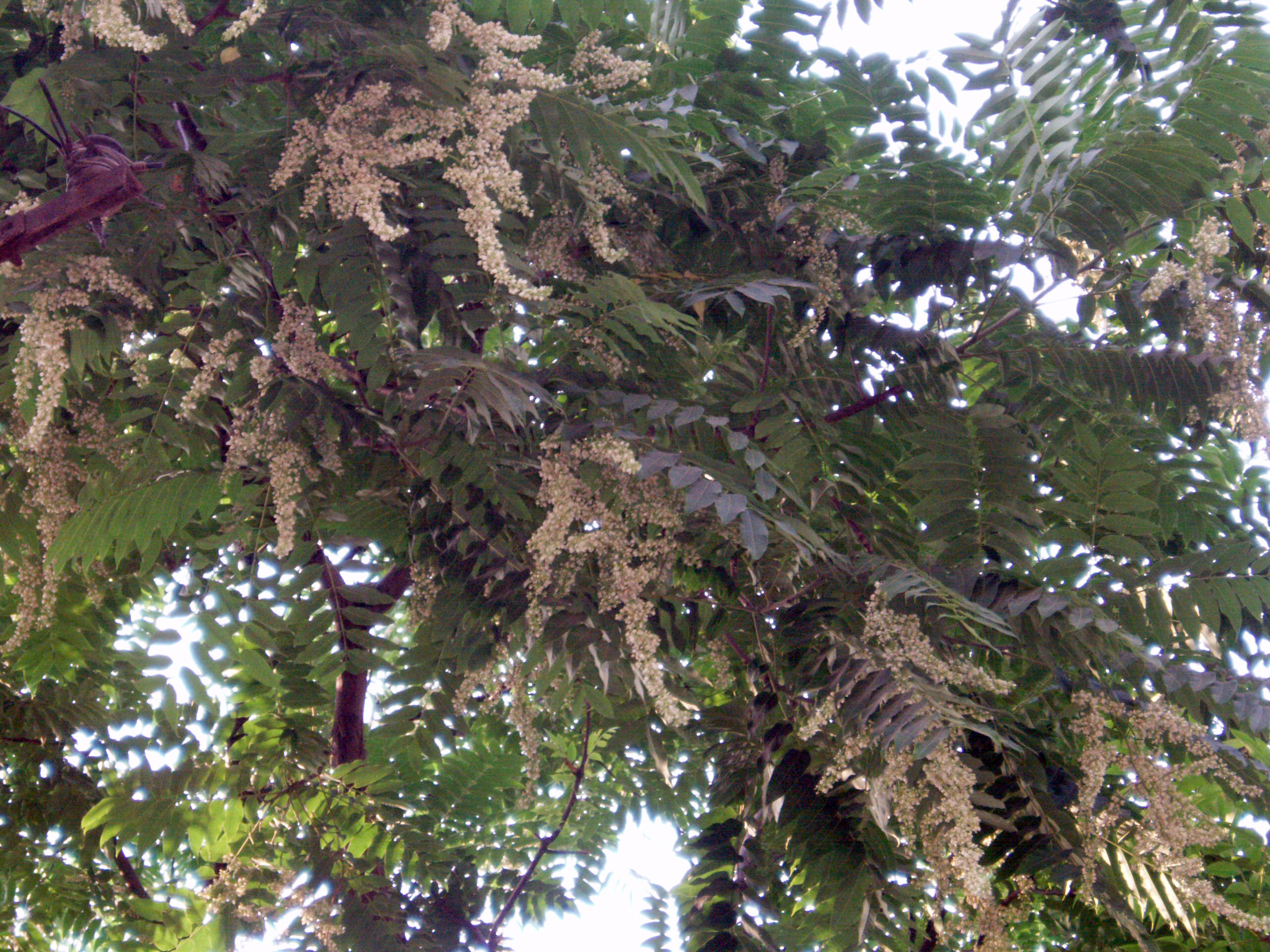
Gefiederte Laubblätter und hängende Blütenstände

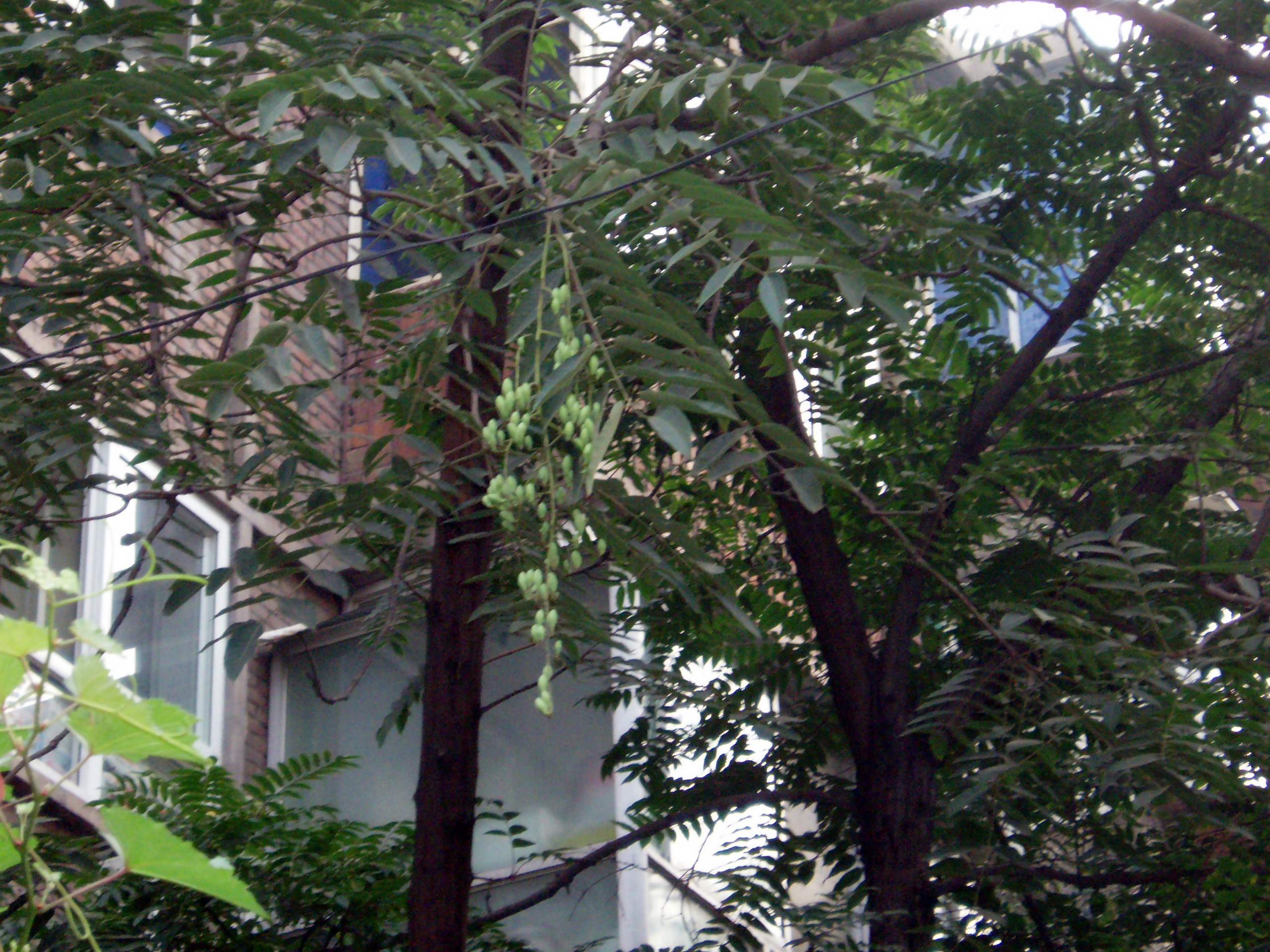
Habitus, Laubblätter und hängende Fruchtstände

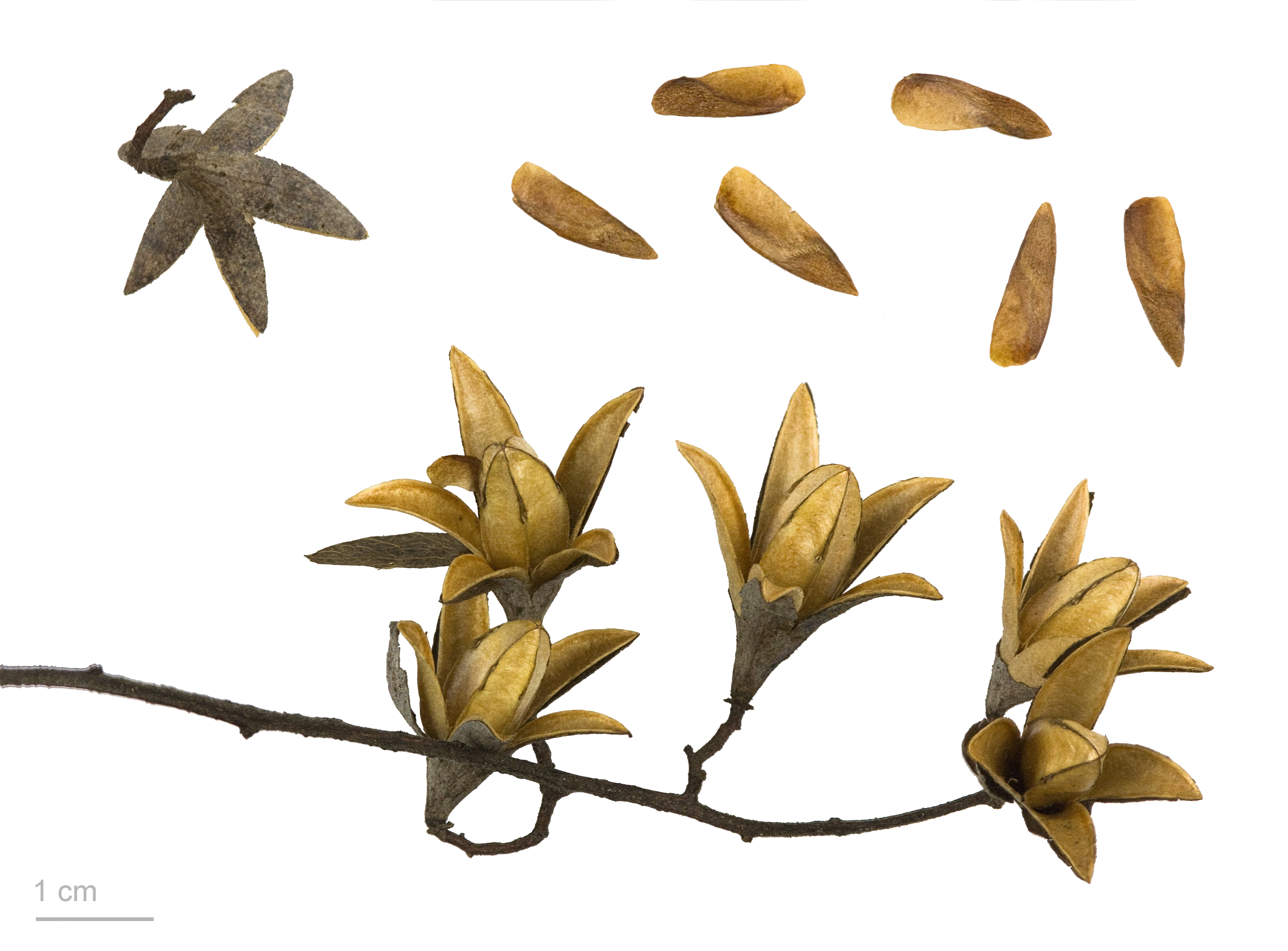
Früchte und Samen

### Erscheinungsbild, Borke und Holz
Toona sinensis ist ein laubwerfender Baum, der Wuchshöhen von bis zu 40 Metern erreicht. Die bis zu 20 Meter hohen Stämme erreichen einen Stammdurchmesser (Brusthöhendurchmesser) von bis zu 1,5 Metern. Es werden Brettwurzeln gebildet. Die graue bis dunkelbraune Borke ist rissig. Die innere Borke ist rosafarben bis rot und faserig. Das cremefarbene bis rote Splintholz ist faserig und riecht stark nach Knoblauch und Pfeffer, wenn es geschnitten wird.

### Laubblatt
Die wechselständig und spiralig an den Zweigen angeordneten Laubblätter sind in Blattstiel sowie -spreite gegliedert und insgesamt 32 bis 120 Zentimeter lang. Der kahle oder weich behaarte Blattstiel ist 5,5 bis 20 Zentimeter lang. Die meist paarig gefiederte Blattspreite ist 50 bis 70 Zentimeter lang und 30 bis 40 Zentimeter breit, mit 8 bis 20 Paaren von Fiederblättern. Die Blattrhachis ist oft rötlich und kahl oder weich behaart. Die Stiele der Fiederblätter sind 3 bis 9 Millimeter lang und verkahlen. Die Fiederblätter sind bei einer Länge von 11 bis 22 Zentimetern sowie einer Breite von 3 bis 5,6 Zentimetern schmal-lanzettlich bis linealisch-lanzettlich mit asymmetrischer Spreitenbasis und zugespitztem oberem Ende. Der Blattrand ist gesägt oder selten glatt. Die Blattflächen sind kahl oder weich behaart, besonders auf dem Mittel- und den Seitennerven. Auffällig an den Mittelnerven und Verzweigungen der Fiederblattstiele von der Blattrhachis sind keulenförmige Drüsenhaare.

### Blütenstand und Blüte
Die Blütezeit reicht in China von Mai bis Oktober. Toona sinensis ist einhäusig getrenntgeschlechtig (monözisch). Am Ende der Zweige, also endständig, wird ein hängender, 30 bis zu 100 Zentimeter langer, rispiger Blütenstand gebildet. Die Blütenstandsachse ist weich oder zottig mit kurzen angedrückten oder ausgebreiteten, einfachen Trichomen behaart oder verkahlend. Der etwa 0,5 Millimeter lange Blütenstiel ist weich behaart bis verkahlend.
Toona sinensis ist duodichagam. Die eingeschlechtigen Blüten sind fünfzählig mit doppelter Blütenhülle und bei einem Durchmesser von 3,5 bis 4,5 Millimetern relativ klein. Die fünf freien Kelchblätter sind 0,5 bis 1,1 Millimeter lang sowie 0,6 bis 1,8 Millimeter breit, außen kahl und am Rand bewimpert; sie bilden einen 1 bis 1,5 Millimeter langen, becherförmigen Blütenkelch. Die fünf freien, weißen oder schwachrosafarben getönten Blütenkronblätter sind 2,8 bis 4,2 Millimeter lang sowie 1,1 bis 2,9 Millimeter breit, außen kahl und am Rand nicht bewimpert. Das kahle Androgynophor ist 2,5 bis 4 Millimeter lang. Immer sind selten nur ein, meist bis zu fünf Staminodien vorhanden, sie sind 0,7 bis 1,8 Millimeter lang und kahl. Die kahlen Staubfäden sind bei männlichen Blüten 1,3 bis 1,8 Millimeter lang und bei weiblichen Blüten 1 bis 1,5 Millimeter lang. Bei den männlichen Blüten sind die gelben Staubbeutel 0,8 bis 1,2 Millimeter lang sowie 0,5 bis 0,8 Millimeter breit. Bei weiblichen Blüten sind die umgebildeten, braunen Staubbeutel 0,3 bis 0,8 Millimeter lang sowie 0,3 bis 0,5 Millimeter breit mit bespitztem oberen Ende und manchmal verbreitert. Der orangefarbene, kahle Diskus besitzt einen Durchmesser von 1 bis 1,5 Millimetern. Fünf Fruchtblätter sind zu einem kahlen Fruchtknoten verwachsen, der einen Durchmesser von 1,6 bis 2,3 Millimetern besitzt. Je Fruchtknotenkammer sind bis zu sechs Samenanlagen enthalten. Bei den männlichen Blüten sind die Griffel 1,1 bis 1,5 Millimeter lang und weisen einen Durchmesser von etwa 0,5 Millimetern auf. Bei weiblichen Blüten sind die kahlen Griffel 0,5 bis 0,8 Millimeter lang und weisen einen Durchmesser von 0,3 bis 0,4 Millimeter auf; der Griffelkopf besitzt einen Durchmesser von 0,5 bis 1 Millimetern.

### Frucht und Samen
Die Früchte reifen in China von August bis Januar. Die 1,5 bis 3 Zentimeter langen Kapselfrüchte enthalten mehrere Samen. Die konvexe Columella ist 1,2 bis 2,9 Zentimeter lang sowie 0,6 bis 1,1 Zentimeter breit. Die bei Reife rötlichen bis dunkelbraunen Fruchtklappen sind 1,5 bis 3 Zentimeter lang sowie 0,4 bis 0,7 Zentimeter breit, glatt oder manchmal punktiert aber ohne deutliche Lentizellen, die nur einen Durchmesser von 0,3 bis 0,5 Millimetern aufweisen und verstreut vorkommen. Die an einem Ende geflügelten Samen sind 8 bis 16 Millimeter lang sowie 3,5 bis 6,2 Millimeter breit. Das Samenkorn ist 8 bis 10 Millimeter lang sowie 1,7 bis 4 Millimeter breit.

### Chromosomenzahl
Die Chromosomenzahl beträgt 2n = 52.

## Verbreitung
Das ursprüngliche Verbreitungsgebiet von Toona sinensis liegt in Asien und erstreckt sich durch den größten Teil der östlichen, zentralen und südwestlichen Volksrepublik China bis Bhutan, Nepal, nordöstlichen Indien, Myanmar, Thailand, Laos, Malaysia und westlichen Indonesien. In China kommt Toona sinensis in Tibet und in den Provinzen Anhui, Fujian, südliches Gansu, Guangdong, Guangxi, Guizhou, Hebei, Henan, Hubei, Hunan, Jiangsu, Jiangxi, südliches Shaanxi, Sichuan, südöstliches Yunnan sowie Zhejiang vor.

## Taxonomie
Die Erstbeschreibung erfolgte 1830 unter dem Namen Cedrela sinensis durch Adrien-Henri de Jussieu in Bulletin des sciences naturelles et de geologie, Band 23, S. 241. Die Neukombination zu Toona sinensis (A.Juss.) M.Roem. wurde 1846 durch Max Joseph Roemer in Familiarum Naturalium Regni Vegetabilis Synopses Monographicae, 1, S. 139 veröffentlicht.
Es gibt viele weitere Synonyme für Toona sinensis (A.Juss.) M.Roem.: Ailanthus flavescens Carrière, Ailanthus mairei Gagnep., Cedrela longiflora var. kumaona C.DC., Cedrela serrata var. puberula C.DC., Cedrela sinensis var. lanceolata H.L.Li, Cedrela sinensis var. schensiana C.DC., Mioptrila odorata Raf., Surenus glabra (C.DC.) Kuntze, Surenus serrata  (Royle) Kuntze, Surenus serrulata (Miq.) Kuntze, Surenus sinensis (Juss.) Kuntze, Toona glabra (C.DC.) Harms, Toona microcarpa var. denticulata A.Chev., Toona microcarpa var. grandifolia A.Chev., Toona serrata  (Royle) M.Roem., Toona serrulata  (Miq.) Harms, Toona sinensis var. hupehana (C.DC.) A.Chev., Toona sinensis var. incarvillei A.Chev., Toona sinensis var. schensiana (C.DC.) H.Li ex X.M.Chen.

## Trivialnamen
Toona sinensis ist weitverbreitet und führt daher eine ganze Reihe von Trivialnamen, je nach Gebiet und Sprache: Chinese Mahagony, Chinese Toon, Red Toon; chinesisch 香椿, Pinyin xiāngchūn, chinesisch 香椿芽, Pinyin xiāngchūnyá, chinesisch 香樁頭, Pinyin xiāngchūntóu, chinesisch 大紅椿樹, Pinyin dàhóng chūnshū; Hindi: daaraluu; malai.: suren; viet.: tông dù.
Englischsprachige Trivialnamen sind: Chinese cedar, Chinese mahogany, Chinese toon, Chinese toon buds, Chinese toon leaves, Chinese toon shoots, Red toon, Tree vegetable.

## Nutzung
Die jungen Blätter von Toona sinensis werden in China oft als Gemüse genutzt; sie haben einen blumigen, zwiebelähnlichen Geschmack, der verschiedenen Organoschwefelverbindungen zugeschrieben wird. Bäume, deren junge Blätter rot gefärbt sind, gelten als schmackhafter als grüne Blätter.
Das Holz ist hart und hat eine rötliche Färbung. Es gilt als wertvolles Möbelholz und wird oft für Klangkörper von E-Gitarren verwendet. Als ein "echtes Mahagony"-Holz (mahogany ≠ Swietenia), wird es oft als Ersatz für Swietenia-Mahagony ("genuine mahogany") benutzt.

Auch außerhalb seines Ursprungsgebietes wird Toona sinensis als Zierpflanze in Parks und Gärten verwendet.
Sie ist die kältetoleranteste Art der Familie und damit die einzige, die erfolgreich in Europa angepflanzt werden kann.

## Weiterführende Literatur
- Wang, Kai-Jin, Chong-Ren Yang, Ying-Jun Zhang: Phenolic antioxidants from Chinese toon (fresh young leaves and shoots of Toona sinensis). In: Food Chemistry, 101.1, 2007, S. 365–371.